# Introduce Yourself
Introduce Yourself är Faith No Mores andra studioalbum, utgivet i april 1987. Skivan har en betydligt bättre produktion än bandets debut och är inte bara mer genomarbetad utan också mycket mer inriktad på funk och heavy metal.
Detta var den sista skivan med Chuck Mosely på sång som blev sparkad 1988 för ett ostoppbart supande och användning av droger.

## Låtförteckning
1. "Faster Disco" – 4:16
2. "Anne's Song" – 4:46
3. "Introduce Yourself" – 1:32
4. "Chinese Arithmetic" – 4:37
5. "Death March" – 3:02
6. "We Care a Lot" – 4:02
7. "R N' R" – 3:11
8. "The Crab Song" – 5:52
9. "Blood" – 3:42
10. "Spirit" – 2:52

## Medlemmar
- Chuck Mosely - sång
- Mike Bordin - trummor
- Roddy Bottum - keyboard
- Billy Gould - elbas
- Jim Martin - gitarr